# Tomas Tranströmer
Tomas Tranströmer (výslovnost ˌtʊmːas ˈtɹɑːnstɹœməɹ), též Tomas Gösta Tranströmer, (15. dubna 1931 Stockholm – 26. března 2015 tamtéž) byl švédský básník, spisovatel, překladatel a psycholog. V roce 2011 získal Nobelovu cenu za literaturu. Je považován za nejvlivnějšího švédského básníka současnosti.

## Životopis
Narodil se v rodině novináře. Když byly Tomasovi tři roky, rodiče se rozvedli. Ve svém rodném městě studoval na latinském gymnáziu, ve studentských časopisech publikoval první básně. V letech 1951–1956 studoval psychologii a náboženství na Stockholmské univerzitě. Po promoci získal místo na Psychotechnickém institutu Stockholmské univerzity. Zde působil do roku 1960, kdy nastoupil jako psycholog v nápravném ústavu pro mladistvé v Linköpingu, kde se věnoval práci s mladými delikventy a drogově závislými. Za dalších šest let ho jako psychologa zaměstnal městský úřad ve Västerås, kam se rok před tím i s rodinou přestěhoval. Zde žil do roku 2000, kdy se přestěhoval do stockholmské čtvrti Södermalm, nedaleko místa, kde se narodil. V roce 1980 začal pracovat na poloviční úvazek v Institutu pro trh práce. Profesi psychologa se věnoval souběžně s literaturou až do roku 1990, kdy jej postihla mozková mrtvice.
Tranströmer hodně cestoval. Zážitky z cest se promítají v jeho básních. Ještě během studií navštívil Turecko, Řecko, Itálii a Jugoslávii, Maroko, Španělsko a Portugalsko. Často jezdil do USA, 1959 byl v Egyptě, v letech 1985 a 2001 navštívil Čínu. Roku 1958 se oženil s Monikou Bladhovou, s níž měl dcery Emmu a Paulu.
Přestože trpěl důsledky svého postižení (ochrnutí pravé ruky a nohy, ztráta schopnosti mluvit (afasie), nepřestal se stýkat se svými čtenáři a nevzdal se aktivního života. V roli jeho mluvčí vystupovala manželka Monika, která jej doprovázela na cestách a při veřejných setkáních. V srpnu 1998 se zúčastnil 18. světového kongresu básníků v Bratislavě. Hlavní město Slovenska navštívil ještě v roce 2000.

## Tranströmer a Čechy
V rámci své cesty po zemích střední Evropy navštívil básník v říjnu 1969 Prahu. O svém pobytu napsal svému příteli, americkému básníkovi Robertu Blyovi, mj. toto: "Spisovatelé, dělníci, členové strany, občané... všichni reagovali stejně. Byli milí, srozumitelní a věděli, že představují 99 % veřejného mínění, ale byli přesvědčeni o tom, že zbylé 1 % připravuje teror, čistky jako za starých časů. Celková atmosféra se zhoršila těsně před mým příjezdem – Husák dal zavřít hranice. Lidi se zoufale snažili udržet si aspoň nějaké kontakty se zbytkem Evropy..." V roce 1976 překládal společně s J. Čechem libreto Janáčkovy opery Káťa Kabanová. Měla premiéru v Královské opeře ve Stockholmu v říjnu toho roku.
V České republice vyšly do roku 2014 pouze ukázky jeho tvorby. Poprvé to byly dvě básně z jeho první sbírky, které otiskla v roce 1971 Revue světové literatury v překladu Milana Richtera. Podruhé v roce 1992 v časopise Světová literatura v překladu Libora Štukavce (roč. XXXVII, č. 4) a pak v roce 1999 v rámci antologie švédské poezie Ostrými paprsky v překladu Milana Richtera a Dagmar Hartlové. Nakladatelství Dauphin vydalo v prosinci 2014 výběr Přijde smrt a vezme ti míry (překlad Milan Richter a Vít Janota). Rok nato vydalo totéž nakladatelství překlad sbírky Smuteční gondola.

## Tvorba

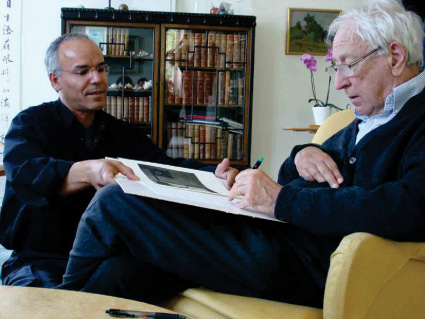
Tranströmer a Modhir Ahmed

Básně psal Tranströmer od třinácti let. V roce 1954 mu vyšla první básnická sbírka. Ve svém díle rozvíjel tradice modernistického, expresionistického a surrealistického jazyka poezie 20. století. Z jeho básní je zřejmá hudební inspirace (v minulosti hrál na piano a na varhany) a jsou v nich často reflektovány náboženské zkušenosti i úděl člověka ztraceného v současném světě. Básníkův jazyk je úsporný, současně jím však evokuje vizuálně jasné obrazy plné paradoxů, za jejichž nejpříhodnější látku považuje volný verš, který používal od svých prvních sbírek.
V roce 2011 mu byla udělena Nobelova cena za literaturu. Již předtím získal několik literárních ocenění, například Petrarkovu cenu v Německu (1981), švédskou Bonnierovu cenu za poezii (1983), Griffinovu cenu v Kanadě, Literární cenu Severské rady (únor 1990), literární cenu Neustadt (1990), Augustovu cenu švédských vydavatelů (1996) nebo Cenu Jána Smreka na Slovensku (1998). Obdržel čestné doktoráty několika univerzit, například v Oklahomě a Stockholmu (obě 1990).
Jeho básnické sbírky byly přeloženy do přibližně padesáti světových jazyků. Na Slovensku vyšel v roce 1996 výběr Básne pre živých a mŕtvych (překlad Milan Richter; Knižná dielňa Timotej) a v roce 2001 vyšly jeho sebrané básně Medzi allegrom a lamentom (překlad Milan Richter; MilaniuM).

## Dílo
- 17 dikter (17 básní, 1954)
- Hemligheter på vägen (Tajemství na cestě, 1958)
- Den halvfärdiga himlen (Polodokončené nebe, 1962)
- Klanger och spår (Zvuky a stopy, 1966)
- Mörkerseende (Vidění ve tmě, 1970)
- Stigar (Schody, 1973)
- Östersjöar (Baltská moře, 1974)
- Sanningsbarriären (Bariéra pravdy, 1978)
- Det vilda torget (Divoké tržiště, 1983)
- För levande och döda (Pro živé a mrtvé, 1989)
- Minnena ser mig (Vzpomínky mě vidí, 1993, memoáry)
- Sorgegondolen (Smuteční gondola, 1996)
- Den stora gåtan (Veliká hádanka, 2004)
- Galleriet: Reflected in Vecka nr. II (Galerie: Úvahy z Vecka č. II, 2007 – doprovodný text k umělecké knize Modhira Ahmeda)

### Česká vydání
- Přijde smrt a vezme ti míry, Dauphin, Podlesí 2014, vybral Milan Richter, přeložili Milan Richter a Vít Janota.
- Smuteční gondola, Dauphin, Podlesí 2015, přeložil Jonáš Thál.